# Crepidogastrinus
Crepidogastrinus is een geslacht van kevers uit de familie van de loopkevers (Carabidae). De wetenschappelijke naam van het geslacht is voor het eerst geldig gepubliceerd in 1957 door Basilewsky.

## Soorten
Het geslacht Crepidogastrinus is monotypisch en omvat slechts de volgende soort:
- Crepidogastrinus kochi Basilewsky, 1957